# Daniel Coste
Pour les articles homonymes, voir Coste.
Daniel Coste, né le 30 avril 1940 est un linguiste et didacticien français, professeur des universités émérite (sciences du langage et didactique des langues) qui a notamment été en poste à l'École normale supérieure de Fontenay-Saint-Cloud, directeur du CREDIF (Centre de recherches et d'études pour la diffusion du français), et à l'Université de Genève. Il est également expert auprès du Conseil de l'Europe.
Sa thèse de doctorat d’État, soutenue en 1987 a pour titre : Institution du français langue étrangère et implications de la linguistique appliquée - Contribution à l'étude des relations entre linguistique et didactique des langues de 1945 à 1975.